# أليكس كوثبرت
أليكس كوثبرت (بالإنجليزية: Alex Cuthbert)‏ هو لاعب اتحاد الرغبي بريطاني، ولد في 5 أبريل 1990 في غلوستر في المملكة المتحدة.

## وصلات خارجية
- أليكس كوثبرت على موقع دوري الرغبي الممتاز (الإنجليزية)
- أليكس كوثبرت على موقع سلسلة سباعيات الرغبي العالمية - رجال (الإنجليزية)
- أليكس كوثبرت عل موقع إسبنسكروم (الإنجليزية)
- أليكس كوثبرت على موقع ItsRugby.co.uk (الإنجليزية)